# الكاهن (فلم)
الكاهن فيلم مصري اكشن من إنتاج شركة Cine pro المصرية بالشراكة مع الشركتين السعوديتين bench mark و add

## قصة الفيلم
تدور أحداث الفيلم حول جريمة قتل غامضة تقلب حياة” درة” رأسًا على عقب، ويتم البحث حول القاتل طوال الفيلم، والذي ينتمي إلى نوعية أعمال الرعب في إطار أفلام الأكشن.
، وتجسد درة خلال فيلم الكاهن شخصية صحفية تدعى «فيروز»، تتزوج من إياد نصار الذي يجسد دور شخص يعانى من اضطراب نفسي، وتحدث جريمة قتل غامضة تقلب حياة الزوجين وتكون هي محور احداث الفيلم
في إطار رعب تشويقي، والفيلم من إنتاج شركة Cine pro المصرية بالشراكة مع الشركتين السعوديتين bench mark و add

## طاقم العمل

### الممثلين[8]
- [9][10]درة
- [11]جمال سليمان
- حنان سليمان
- فتحي عبد الوهاب
- أحمد فؤاد سليم
- [12]إياد نصار
- محمود حميدة
- حسين فهمي

### إخراج
- عثمان أبو لبن. (مخرج)

### تأليف
- محمد ناير. (مؤلف) وعمر عوض الله